# البريء (فلم مغربي)
البريء هو فيلم مغربي من إخراج فهد لشهب سنة 2016، وبطولة كل من فريد الركراكي، نرجس الحلاق، والطفل عبد الرحمن عطار، وغيرهم.

## القصة
يحكي الفيلم قصة الطفل «أمين» ذي 13 سنة، المفرط في الحركة والذي يجني معدلات ضعيفة في المدرسة بسبب عدم التركيز، تجعله عنيفا أكثر اتجاه محيطه، في مقابل ذلك يتلقى تربية عنيفة من لدن والده «عمر».
ومن جانبها، تحاول الأم «غيثة» تصحيح مسار طفلها باستشارة طبيب نفسي، الذي يشخص حالة أمين بأنها حالة فرط الحركة واضطراب الانتباه، تستوجب العلاج بالعقاقير؛ وهو ما يرفضه الوالد ويعتبره مجرد «مخدر»، ويحمل الأم مسؤولية التربية غير الجيدة للطفل.
أما أمين فهو مستعد لتتبع العلاج من أجل تحقيق هدفه الذي أصبح مؤمنا به: النجاح في المدرسة وتجاوز وضعه السيئ، واستطاع الطفل أن يتجاوز حالته المرضية بعد نجاحه في الامتحان بمساعدة والدته.

## روابط خارجية
- الفيلم على موقع cinemamaroc[وصلة مكسورة]